# Bernhard Pez

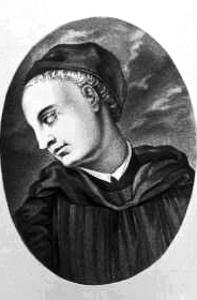
Bernhard Pez

Bernhard Pez (* 22. Februar 1683 als Mathias Leopold Pez in Ybbs; † 27. März 1735 in Melk) war ein österreichischer Benediktinermönch, Historiker, Philologe und Bibliothekar. Gemeinsam mit seinem jüngeren Bruder Hieronymus Pez führte er die aus Frankreich stammende kritische Diplomatik in die Geschichtswissenschaft ein und gehört dadurch zu einem Wegbereiter der Aufklärung in der Wissenschaft. Daneben gilt er als Entdecker der frühmittelalterlichen Mondseer Fragmente.

## Leben
Bernhard Pez wurde als Sohn eines Gastwirts geboren und war der ältere Bruder von Hieronymus Pez, der später sein Forschungsgefährte werden sollte. Zunächst besuchte er die Gymnasien der Jesuiten in Wien und in Krems. 1699 trat er als 16-Jähriger in das Benediktinerstift Melk ein und legte im Jahr 1700 seine Profess ab. Er wurde in der Hauslehranstalt des Stiftes weiter ausgebildet und 1704 zum Theologiestudium nach Wien geschickt, das er später als Baccalauréat abschloss. 1708 wurde er zum Priester geweiht und begann daraufhin mit seinen historischen Forschungen. Dabei war er vom Wissenschaftsansatz seiner französischen Ordensbrüder aus der Abtei Saint-Maur geleitet. Diese Mauriner genannte Gruppe von benediktinischen Historikern um Luc d’Achery und Jean Mabillon hatte erstmals mittelalterliche Urkunden auf wissenschaftlicher Basis kritisch überprüft und gelten damit als Begründer der Diplomatik.
Bernhard Pez beschäftigte sich zunächst mit der Geschichte des Landes Tirol und begab sich dazu auf ausgedehnte Bibliotheksreisen zu den Klöstern in Österreich, dem Erzstift Salzburg, Bayern und Schwaben. In den Jahren 1712–13 übernahm er das Amt des Novizenmeisters des Stift Melk und wurde 1713 auch Leiter der Klosterbibliothek, einer der umfangreichsten in Österreich. In den Reihen seiner Melker Mitbrüder fand er Helfer, die ihn bei seinen Forschungen unterstützten: Philibert Hueber (1662–1725) und Anselm Schramb (1658–1720) sowie seinen Bruder Hieronymus Pez. Im Zuge dieser Forschungen gab er ab 1713 die Bibliotheca ascetica antiquo-nova heraus, einen Katalog aller Benediktinerautoren, der bis 1733 in 23 Bänden erschien. Aus dieser Zeit stammt auch seine Schrift Epistolæ apologeticæ pro Ordine S. Benedicti, in der er seinen Orden bei einer Kontroverse mit den Jesuiten verteidigte und sich gegen deren spätmittelalterliche scholastische Theologie richtete.
Im Jahr 1717 begab er sich auf eine Bibliotheksreise nach Bayern. Auf dem Weg dorthin besuchte er auch das Benediktinerkloster Mondsee und fand dort zufällig einige frühmittelalterliche Blätter in altbairischer Sprache, die sich später als Teil der Mondseer Fragmente herausstellten. Ab 1721 veröffentlichte er den Thesaurus anecdotorum novissimus, eine Quellensammlung exegetischer, dogmatischer und liturgischer Traktate, in dessen letzten Band aber auch Quellen zur politischen Geschichte aufgearbeitet wurden. 1725 veröffentlichte er die „Homilien des Abtes Gottfried von Admont (1165)“, in zwei Bänden und eine philosophische Schrift des Abtes Engelbert von Admont. In den Jahren 1727/28 begab er sich auf eine weitere Bibliotheksreise diesmal nach Frankreich, in Begleitung des Grafen Philipp Ludwig Wenzel von Sinzendorf, dem Österreichischen Gesandten beim Kongress von Soissons (siehe Englisch-Spanischer Krieg (1727–1729)). Dort traf er Gelehrte wie Edmond Martène, Augustin Calmet, Bernard de Montfaucon, François Le Texier und Ursin Durand, allesamt ebenfalls Benediktiner. 1731 gab er die Vita et Relevationes der Mystikerin Agnes Blannbekins heraus, das Werk wurde auf den Index Librorum Prohibitorum gesetzt. Am Ende seines Lebens plante er noch die Herausgabe des monumentalen Werkes Bibliotheca Benedictina Generalis, das aber erst nach seinem Tod von den Benediktinern Oliver Legipont und Magnoald Ziegelbauer vollendet werden konnte. Ebenso konnte er die Gründung einer wissenschaftlichen Benediktinerakademie im Stift Melk nicht mehr verwirklichen.
Bernhard Pez gilt als eine der herausragendsten Figuren der benediktinischen Wissenschaft in der Barockzeit. Seine geschichtswissenschaftlichen Werke beeinflussten die historiographische Tradition im gesamten katholisch-süddeutschen Raum. Neben der Einführung der kritischen Quellenkunde verdankt ihm die Geschichtswissenschaft auch die Rettung zahlreicher mittelalterlicher Primärquellen. Zeit seines Lebens stand er auch in brieflichem Kontakt zu den wichtigen Gelehrten seiner Zeit und zwar nicht nur im katholischen Süden des deutschsprachigen Raumes, wie Karl Meichelbeck, sondern auch mit den Größen im protestantischen Norden, wie etwa zum Nachfolger von Gottfried Wilhelm Leibniz in Hannover, Johann von Eckart, als auch zu Gelehrten in Frankreich und Italien.
Die erhaltene umfangreiche Korrespondenz der beiden Pez-Brüder war Gegenstand des FWF-Start-Projekts „Monastische Aufklärung und die Benediktinische Gelehrtenrepublik“ am Institut für Geschichte und am Institut für Österreichische Geschichtsforschung in Wien.

## Nachlass

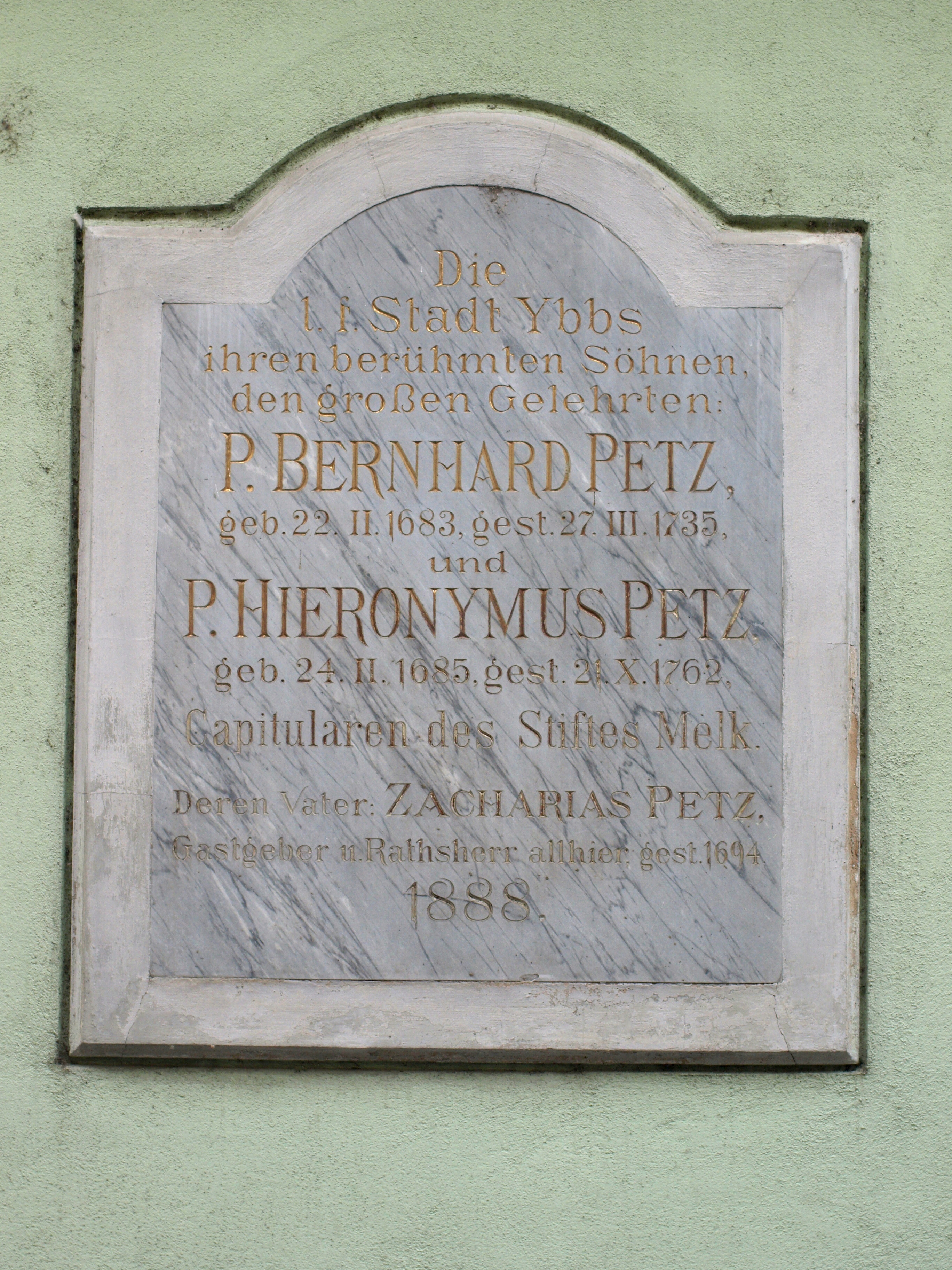
Erinnerungstafel in Ybbs an der Donau

Der umfangreiche Nachlass der Brüder Pez ist in elf Kartons und 58 Handschriften im Stiftsarchiv und in der Stiftsbibliothek Melk überliefert. Im Nachlass befinden sich ihre Arbeitsmaterialien: Exzerpte, Notizen, Einsendungen der Korrespondenten, Kataloge und Handschriftenverzeichnisse, Hausgeschichten verschiedener Klöster, Abschriften aus Handschriften, Druckvorlagen. Der gesamte Nachlass wurde von Mitarbeiterinnen und Mitarbeitern des FWF-Start-Projekts digitalisiert, nachbearbeitet, in die frei zugängliche Internet-Datenbank UNIDAM eingespielt, erschlossen und durch bibliographische Hinweise kommentiert.

## Werke
- Bibliotheca ascetica antiquo-nova, 12 Bände, 1713–33.
- Bernardi Pezii Epistolae apologeticae pro ordine sancti Benedicti, Campodunum (Kempten), 1715
- Thesaurus anecdotorum novissimus, 6 Bände, 1721–29
- Codex Diplomatico-Historico-Epistolaris; Quo Diplomata, Chartae, Epistolae, Fragmenta Opusculorum, Epitaphia, & alia id genus vetera monumenta Pontificum Rom. Archiepiscoporum, Episcoporum, Abbatum, Imperatorum, Regum, Marchionum, Ducum, Comitum, aliorumqúe Illustrium Virorum a Seculo Christi Quinti usque ad Decimum ferè Sextum continentur, totiusq́ue pene Europae historia illustratur; Prodeunt Nunc Omnia Primum Tum Iunctim Cum Reliquis … Tum Etiam Separatim Ex Diversarum Bibliothecarum MSS. Codd. Et Archivorum Membranis (Pars I – III), mit Philibert Hueber; Veith: Augsburg, Graz 1729
- Bernardi Pezii Benedictini et Bibliothecarii Mellicensis De Etymo Nominis Habspurgici, Et Origine Domus Habspurgico-Austriacae Dd … Philippum Ludovicum Comitem de Sinzendorf … Epistola. – Viennae et Wien: apud Petr. Conrad Monath Monath, Peter Conrad, Norimbergae; Nürnberg 1731 (Digitalisat)
- Die gelehrte Korrespondenz der Brüder Pez. Text, Regesten, Kommentare. (Quelleneditionen des Instituts für Österreichische Geschichtsforschung, Bd. 2/1). Band 1: 1709–1715. hrsg. v. Thomas Wallnig, Thomas Stockinger. Wien 2010, ISBN 978-3-205-78303-9, (Digitalisat: ). Band 2: 1716–1718. hrsg. v. Thomas Stockinger, Thomas Wallnig, Patrick Fiska, Ines Peper, Manuela Mayer unter Mitarbeit von Claudia Sojer. Wien 2015 (Digitalisat:  Bd. 2/1, Bd. 2/2)